# 6834 Hunfeld
6834 Hunfeld è un asteroide della fascia principale. Scoperto nel 1993, presenta un'orbita caratterizzata da un semiasse maggiore pari a 2,4397278 UA e da un'eccentricità di 0,2348799, inclinata di 4,26896° rispetto all'eclittica.
L'asteroide è dedicato al giornalista olandese Jan Hunfeld che curava una pagina settimanale sul Meppeler Courant, un giornale locale di Meppel, dedicata alle notizie sulle attività degli astrofili olandesi.